# Käthe Kruse
Pour les articles homonymes, voir Kruse (homonymie).

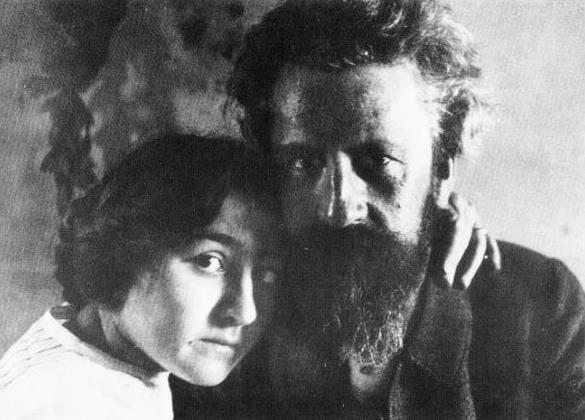
Käthe Kruse et son mari Carl Max Kruse.

Käthe Kruse, née le 17 septembre 1883 à Breslau sous le nom de Katharina Simon et morte le 19 juillet 1968  à Murnau am Staffelsee, est une créatrice allemande de poupées, l'une des plus réputées dans le monde. Ses poupées sont aujourd'hui des pièces de collection vendues à des prix très élevés.